# Tetsuya Takada
Tetsuya Takada (高田 哲也?, Takada Tetsuya; Prefettura di Hiroshima, 31 luglio 1969) è un ex calciatore giapponese, di ruolo centrocampista.